# Prefetto di regione
Il prefetto di regione è, in Francia, il depositario dell'autorità statale in una regione. Con decreto del 16 febbraio 2010, ha autorità sui prefetti di dipartimento, salvo in materia di controllo amministrativo, ordine e sicurezza pubblica, ingresso e soggiorno degli stranieri e diritto di asilo. Il prefetto di regione è anche il prefetto del dipartimento in cui si trova il capoluogo della regione.

## Storia
L'istituzione dei "prefetti di regione" è stata creata dal regime di Vichy per rimediare alla sconfitta e anche per sostituire gli ex prefetti legati allo spirito della Terza Repubblica, quasi il 30% dei quali si erano ritirati dal governo di Vichy. Istituito con atto (detta legge) del 19 aprile 1941, tale istituzione fu sostituita alla Liberazione nel giugno 1944 da Commissari della Repubblica allora “super prefetti”. La legge del 22 marzo 1946 ha deciso di abolire questi Commissari della Repubblica.
Dal 1948 al 1964 furono create grandi regioni per coordinare i prefetti di dipartimento e le regioni militari: le igamie.

## Nomina e attribuzioni
Le attribuzioni del prefetto di regione sono attualmente disciplinate dal decreto 29 aprile 2004 (che sostituisce il decreto 10 maggio 1982, che a sua volta riproduceva in buona parte le disposizioni di un decreto del 1964). Nell'ambito della RGPP, avviata nel 2007 sotto la guida della Presidenza della Repubblica, il Prefetto regionale è chiamato a diventare il vero capo dell'amministrazione statale nella regione, con maggiori poteri sui servizi regionali decentrati e sui prefetti di dipartimento. Questa riforma è efficace con il decreto n. 2010-146 del 16 febbraio 2010, che modifica quello del 2004 e pone d'ora in poi i prefetti di dipartimento sotto l'autorità dei prefetti di regione, ad eccezione del diritto degli stranieri e della polizia amministrativa e il controllo della legalità sulle collettività territoriali.

## Responsabilità
Il prefetto regionale adempie, da un lato, a tutte le prerogative di un prefetto di dipartimento, in collaborazione con il suo capo di gabinetto, il segretario generale della prefettura e i capi delle nuove direzioni dipartimentali interministeriali (che dal 1º gennaio 2010 sostituiscono le tradizionali direzioni dipartimentali come DDE, DDASS, ecc.). Dispone inoltre di un segretario generale per gli affari regionali che, con i suoi servizi, svolge compiti devoluti al prefetto per quanto riguarda l'ambito regionale.
D'altra parte, come prefetto di regione, esercita le seguenti responsabilità:
- è a capo dei servizi statali regionali decentralizzati;
- deve riferire la politica del governo sui grandi progetti, ad esempio quello della cooperazione intercomunale o l'istituzione di piani di servizio collettivo o il monitoraggio dei programmi dell'Unione europea;
- controlla la legalità e il rispetto delle regole di bilancio degli atti della regione e dei suoi enti pubblici;
- presiede il comitato dell'amministrazione regionale (CAR) che riunisce i prefetti dipartimentali ei capi dei servizi regionali decentralizzati dello stato francese;
- elabora, attraverso le sue informazioni e proposte, politiche di sviluppo economico e sociale e di pianificazione regionale. È quindi responsabile della negoziazione e quindi dell'esecuzione dei contratti di pianificazione e, dalla riforma del 2006, dei contratti di progetto Stato-regione.

Al fine di garantire l'attuazione di queste politiche, dal 1992 il prefetto di regione ha il potere di fissare (previa consultazione con Il CAR) le "linee guida necessarie" per i prefetti dipartimentali che sono tenuti a rispettarle. Il decreto del 29 aprile 2004 rafforza i poteri del prefetto di regione, che ora è responsabile di guidare e coordinare l'azione dei prefetti di dipartimento.
Il prefetto di regione dispone, per l'esercizio di queste responsabilità, della Segreteria generale per gli affari regionali (SGAR). Questo servizio è composto da agenti non solo del Ministero dell'interno ma anche di altri ministeri.
Alcuni prefetti di regione sono anche prefetti di zone di difesa e sicurezza e, come tali, hanno poteri specifici.